# Fußball-Europameisterschaft 2016/Nordirland
Dieser Artikel behandelt die nordirische Nationalmannschaft bei der Fußball-Europameisterschaft 2016 in Frankreich. Für Nordirland war es die erste EM-Endrunden-Teilnahme, womit sich die Nordiren erstmals nach der WM-Teilnahme 1986 wieder für ein großes Turnier qualifizieren konnten.

## Qualifikation

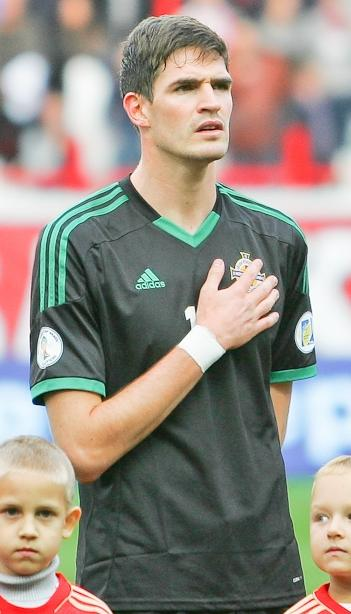
Kyle Lafferty, bester Torschütze der Nordiren in der Qualifikation

Nordirland absolvierte die Qualifikation zur Europameisterschaft in der Gruppe F. Die Nordiren, die bei der Gruppenauslosung nur aus dem fünftbesten Topf gezogen wurden, begannen die Qualifikation mit einem 2:1-Sieg in Ungarn, gegen das sie zuvor in vier Spielen immer verloren hatten. Nach einem erwarteten Sieg gegen die Färöer gewannen sie dann auch gegen die als Gruppenkopf gelosten Griechen, ehe sie in Rumänien das einzige Spiel verloren. Da die Rumänen zwar die wenigsten Gegentore aller Qualifikationsteilnehmer zuließen, selber aber auch wenige Tore erzielten und daher fünfmal remis spielten, konnten sich die Nordiren am Ende als Gruppensieger durchsetzen und am vorletzten Spieltag die erstmalige Qualifikation perfekt machen. Insgesamt setzte Trainer Michael O’Neill 26 Spieler ein, davon Gareth McAuley und Oliver Norwood in allen zehn Spielen. Die meisten Qualifikationstore für die Nordiren erzielte Kyle Lafferty, der mit sieben Toren maßgeblichen Anteil an der Qualifikation hatte, wobei er nur neunmal zum Einsatz kam. Im Laufe der Qualifikation verbesserte sich Nordirland in der FIFA-Weltrangliste von Platz 95 auf Platz 29.

### Spiele
Alle Resultate aus nordirischer Sicht.
| Datum      | Spielort                          | Gegner       | Ergebnis  | Torschützen                                                                                           |
| ---------- | --------------------------------- | ------------ | --------- | --- |
| 07.09.2014 | Groupama Aréna, Budapest (HUN)    | Ungarn       | 2:1 (0:0) | 0:1 Tamás Priskin (75.), 1:1 Niall McGinn (81.), Kyle Lafferty (88.)                                  |
| 11.10.2014 | Windsor Park, Belfast             | Färöer       | 2:0 (2:0) | 1:0 Gareth McAuley (6.), 2:0 Kyle Lafferty (20.)                                                      |
| 14.10.2014 | Karaiskakis-Stadion, Piräus (GRC) | Griechenland | 2:0 (1:0) | 1:0 Jamie Ward (9.), 2:0 Kyle Lafferty (51.)                                                          |
| 14.11.2014 | Arena Națională, Bukarest (ROU)   | Rumänien     | 0:2 (0:0) | 0:1, 0:2 Paul Papp (74., 79.)                                                                         |
| 29.03.2015 | Windsor Park, Belfast             | Finnland     | 2:1 (2:0) | 1:0, 2:0 Kyle Lafferty (33., 38.), 2:1 Berat Sadik (90.+1′)                                           |
| 13.06.2015 | Windsor Park, Belfast             | Rumänien     | 0:0       | |
| 04.09.2015 | Tórsvøllur, Tórshavn (FRO)        | Färöer       | 3:1 (1:1) | 1:0 Gareth McAuley (12.), 1:1 Jóan Edmundsson (36.) 2:1 Gareth McAuley (71.), 3:1 Kyle Lafferty (75.) |
| 07.09.2015 | Windsor Park, Belfast             | Ungarn       | 1:1 (0:0) | 0:1 Richárd Guzmics (74.), 1:1 Kyle Lafferty (90.+3′)                                                 |
| 08.10.2015 | Windsor Park, Belfast             | Griechenland | 3:1 (1:0) | 1:0 Steven Davis (35.), 2:0 Josh Magennis (49.), 3:0 Steven Davis (58.), 3:1 Christos Aravidis (87.)  |
| 11.10.2015 | Olympiastadion, Helsinki (FIN)    | Finnland     | 1:1 (1:0) | 1:0 Craig Cathcart (31.), 1:1 Paulus Arajuuri (87.)                                                   |

### Tabelle
| Pl.                     | Land         | Sp. | S | U | N | Tore    | Diff. | Punkte |
| ----------------------- | ------------ | --- | - | - | - | ------- | ----- | ------ |
| 1.                      | Nordirland   | 10  | 6 | 3 | 1 | 016:800 | +8    | 21     |
| 2.                      | Rumänien     | 10  | 5 | 5 | 0 | 011:200 | +9    | 20     |
| 3.                      | Ungarn       | 10  | 4 | 4 | 2 | 011:900 | +2    | 16     |
| 4.                      | Finnland     | 10  | 3 | 3 | 4 | 009:100 | −1    | 12     |
| 5.                      | Färöer       | 10  | 2 | 0 | 8 | 006:170 | −11   | 06     |
| 6.                      | Griechenland | 10  | 1 | 3 | 6 | 007:140 | −7    | 06     |
| Stand: 11. Oktober 2015 |              |     |   |   |   |         |       |        |

## Vorbereitung
Nach dem Ende der Qualifikation gewannen die Nordiren am 13. November mit 1:0 gegen Lettland in Belfast. Am 24. März 2016 trafen sie in Cardiff auf die Waliser, die sich ebenfalls zum ersten Mal für die Endrunde qualifizierten konnten, und mussten durch einen in der 89. Minute verwandelten Foulelfmeter noch den 1:1-Ausgleich hinnehmen. Dabei kam mit Conor Washington ein Neuling zu seinem ersten Einsatz. Vier Tage später wurde dann in Belfast Slowenien, das in den Playoffs gescheitert war, durch ein Tor von Conor Washington mit 1:0 bezwungen und mit Michael Smith wurde ein weiterer Neuling eingesetzt. Damit gelangen ihnen erstmals zehn Spiele in Folge ohne Niederlage.
In der unmittelbaren Vorbereitung gewannen die Nordiren am 27. Mai in Belfast gegen Belarus mit 3:0. Als letzter Test vor der Endrunde fand am 4. Juni in Trnava ein Spiel gegen die Slowakei statt, einen weiteren EM-Neuling, die bereits am 29. Mai gegen Gruppengegner Deutschland mit 3:1 gewann. Bei dem torlosen Remis kam 30 Jahre nach dem Karriereende von Torwartlegende Pat Jennings mit Aaron Hughes der erste nordirische Feldspieler zu seinem 100. Länderspiel.

## Kader
Ein vorläufiger Kader mit 28 Spielern wurde von Teammanager Michael O’Neill am 18. Mai 2016 präsentiert, der dann am 28. Mai auf 23 Spieler reduziert wurde. Die Spieler kamen von 22 Vereinen aus drei Ländern. Nur West Bromwich Albion stellte zwei Spieler. Nur zehn Spieler spielten in einer ersten Liga, acht spielen in der zweiten, vier in der dritten und einer in der vierten englischen Liga. Kein Spieler spielt in nordirischen Ligen und damit gehört Nordirland neben Island, Wales und Irland zu den vier Mannschaften ohne Spieler aus heimischen Ligen.
| Nr.        | Name             | Verein               | Geburts- datum | Länderspiel- einsätze | Länderspiel- tore | Debüt    | Anzahl der Spiele | Tor      | Gelbe Karte | Gelb-Rote Karte | Rote Karte |
| Torhüter   | Torhüter         | Torhüter             | Torhüter       | Torhüter              | Torhüter          | Torhüter | Torhüter          | Torhüter | Torhüter    | Torhüter        | Torhüter   |
| ---------- | ---------------- | -------------------- | -------------- | --------------------- | ----------------- | -------- | ----------------- | -------- | ----------- | --------------- | ---------- |
| 12         | Roy Carroll      | Notts County         | 30. Sep. 1977  | 44                    | 0                 | 1997     |                   |          |             |                 |            |
| 23         | Alan Mannus      | FC St. Johnstone     | 19. Mai 1982   | 8                     | 0                 | 2004     |                   |          |             |                 |            |
| 01         | Michael McGovern | Hamilton Academical  | 12. Juli 1984  | 12                    | 0                 | 2010     | 4                 |          |             |                 |            |
| Abwehr     |                  |                      |                |                       |                   |          |                   |          |             |                 |            |
| 06         | Chris Baird      | Derby County         | 25. Feb. 1982  | 79                    | 0                 | 2003     | 1                 |          |             |                 |            |
| 20         | Craig Cathcart   | FC Watford           | 6. Feb. 1989   | 29                    | 2                 | 2010     | 4                 |          | 1           |                 |            |
| 05         | Jonny Evans      | West Bromwich Albion | 3. Jan. 1988   | 50                    | 1                 | 2006     | 4                 |          |             |                 |            |
| 22         | Lee Hodson       | Milton Keynes Dons   | 2. Okt. 1991   | 16                    | 0                 | 2010     |                   |          |             |                 |            |
| 18         | Aaron Hughes     | Melbourne City FC    | 8. Nov. 1979   | 100                   | 1                 | 1998     | 3                 |          |             |                 |            |
| 04         | Gareth McAuley   | West Bromwich Albion | 5. Dez. 1979   | 62                    | 7                 | 2005     | 4                 | 1        |             |                 |            |
| 02         | Conor McLaughlin | Fleetwood Town       | 26. Juli 1991  | 19                    | 0                 | 2011     | 1                 |          |             |                 |            |
| 15         | Luke McCullough  | Doncaster Rovers     | 15. Feb. 1994  | 5                     | 0                 | 2014     |                   |          |             |                 |            |
| 17         | Paddy McNair     | Manchester United    | 27. Apr. 1995  | 10                    | 0                 | 2015     | 2                 |          |             |                 |            |
| Mittelfeld |                  |                      |                |                       |                   |          |                   |          |             |                 |            |
| 14         | Stuart Dallas    | Leeds United         | 19. Apr. 1991  | 14                    | 1                 | 2011     | 4                 |          | 1           |                 |            |
| 08         | Steven Davis     | FC Southampton       | 1. Jan. 1985   | 84                    | 8                 | 2005     | 4                 |          | 1           |                 |            |
| 13         | Corry Evans      | Blackburn Rovers     | 17. Juli 1990  | 34                    | 1                 | 2009     | 3                 |          |             |                 |            |
| 03         | Shane Ferguson   | FC Millwall          | 12. Juli 1991  | 26                    | 1                 | 2009     | 1                 |          |             |                 |            |
| 07         | Niall McGinn     | FC Aberdeen          | 20. Juli 1987  | 42                    | 2                 | 2008     | 3                 | 1        |             |                 |            |
| 16         | Oliver Norwood   | FC Reading           | 12. Apr. 1991  | 35                    | 0                 | 2010     | 4                 |          |             |                 |            |
| Angriff    |                  |                      |                |                       |                   |          |                   |          |             |                 |            |
| 09         | Will Grigg       | Wigan Athletic       | 3. Juli 1991   | 8                     | 1                 | 2012     |                   |          |             |                 |            |
| 10         | Kyle Lafferty    | Birmingham City      | 16. Sep. 1987  | 52                    | 17                | 2006     | 3                 |          |             |                 |            |
| 21         | Josh Magennis    | FC Kilmarnock        | 15. Mai 1990   | 19                    | 1                 | 2010     | 3                 |          |             |                 |            |
| 19         | Jamie Ward       | Nottingham Forest    | 12. Mai 1986   | 23                    | 2                 | 2011     | 4                 |          | 1           |                 |            |
| 11         | Conor Washington | Queens Park Rangers  | 18. Mai 1992   | 5                     | 2                 | 2016     | 4                 |          |             |                 |            |

Trainer: Michael O’Neill

### Spieler, die nur im vorläufigen Kader standen
Am 28. Mai 2016 wurden aus dem vorläufigen Kader fünf Spieler gestrichen.
| Position   | Name            | Verein              | Geburts- Datum | Länderspiel- einsätze | Länderspiel- tore | Debüt |
| ---------- | --------------- | ------------------- | -------------- | --------------------- | ----------------- | ----- |
| Abwehr     | Daniel Lafferty | FC Burnley          | 1. Apr. 1989   | 13                    | 0                 | 2012  |
| Abwehr     | Michael Smith   | Peterborough United | 4. Sep. 1988   | 1                     | 0                 | 2016  |
| Mittelfeld | Ben Reeves      | Milton Keynes Dons  | 19. Nov. 1991  | 2                     | 0                 | 2014  |
| Angriff    | Liam Boyce      | Ross County         | 8. Apr. 1991   | 7                     | 0                 | 2011  |
| Angriff    | Billy McKay     | Dundee United       | 22. Okt. 1988  | 11                    | 0                 | 2013  |

Anmerkungen:
1. 1 2  Stand: 25. Juni 2016.
2. ↑  dazu kommt noch ein Eigentor
3. 1 2  Stand: 27. Mai 2016.

## Endrunde
Bei der am 12. Dezember 2015 stattgefundenen Auslosung der sechs Endrundengruppen war Nordirland in Topf 4 gesetzt. Nordirland wurde der Gruppe C mit Weltmeister Deutschland, Polen und der Ukraine zugelost. Gegen Deutschland gab es zuvor in 14 Spielen bei acht Niederlagen und vier Remis nur zwei Siege, beide in der Qualifikation zur EM 1984, als die Nordiren nur aufgrund der weniger erzielten Tore die EM-Endrunde verpassten, da damals der direkte Vergleich nicht zählte. Bei einem großen Turnier trafen beide bisher nur 1958 in der WM-Vorrunde und damit erstmals aufeinander, wobei sie sich mit 2:2 trennten und Deutschland wie 2016 als Weltmeister antrat. Gegen Polen war die Bilanz vor der EM positiv: In elf Spielen gab es vier Siege, zwei Remis und drei Niederlagen. Den letzten Sieg gab es im März 2009 in der Qualifikation für die WM 2010, die beide verpassten, die letzte Niederlage vier Jahre zuvor in der Qualifikation für die WM 2006. Die Ukraine war zuvor viermal Gegner der Nordiren und erreichte zwei Siege gegen sie in der Qualifikation zur WM 1998 und zwei torlose Remis in den Qualifikationsspielen zur EM 2004, die sie aber jeweils beide verpassten.
Die Nordiren verloren das erste Spiel gegen überlegene Polen mit einer defensiven Grundeinstellung mit 0:1 und mussten damit hinnehmen, das die Polen ihre Bilanz gegen sie ausglichen. Mit einer offensiveren Einstellung gewannen sie gegen die Ukraine mit 2:0, wobei das zweite Tor durch den eingewechselten Niall McGinn erst in der sechsten Minute der Nachspielzeit fiel. In Führung gebracht hatte sie Abwehrspieler Gareth McAuley, der kurz nach der Halbzeitpause das erste EM-Tor für die „Green & White Army“ erzielte. Gegen Deutschland waren sie dann wieder chancenlos und hatten es Torhüter Michael McGovern sowie Latte und Pfosten zu verdanken, dass sie nur mit 0:1 verloren. Damit hatten sie aber eine ausgeglichene Tordifferenz und standen als einer der vier besten Gruppendritten im Achtelfinale. Dort trafen sie auf Wales und hätten damit frühestens im Finale auf Titelverteidiger Spanien, England oder erneut Deutschland treffen können. Gegen die Waliser gab es in zuvor 95 Länderspielen 27 Siege, 24 Remis und 44 Niederlagen. Beide trafen zuletzt am 24. März 2016 in Cardiff aufeinander, wo die Waliser in der 89. Minute durch einen verwandelten Strafstoß noch zu einem 1:1 kamen. Die Nordiren verloren die erste K.-o.-Begegnung zwischen zwei Mannschaften des Vereinigten Königreichs bei einem großen Fußballturnier durch ein Eigentor ihres Abwehrchefs Gareth McAuley mit 0:1.
Trotz des Achtelfinalaus wurde die Mannschaft bei ihrer Rückkehr nach Belfast begeistert empfangen. In der FIFA-Weltrangliste verlor Nordirland durch die EM-Spiele 29 Punkte und verschlechterte sich um drei Plätze.

### Gruppenphase
| Pl. | Land        | Sp. | S | U | N | Tore    | Diff. | Punkte |
| --- | ----------- | --- | - | - | - | ------- | ----- | ------ |
| 1.  | Deutschland | 3   | 2 | 1 | 0 | 003:000 | +3    | 07     |
| 2.  | Polen       | 3   | 2 | 1 | 0 | 002:000 | +2    | 07     |
| 3.  | Nordirland  | 3   | 1 | 0 | 2 | 002:200 | ±0    | 03     |
| 4.  | Ukraine     | 3   | 0 | 0 | 3 | 000:500 | −5    | 0      |

| So., 12. Juni 2016 um 18:00 Uhr in Nizza                   |   |             |           |
| Polen                                                      | – | Nordirland  | 1:0 (0:0) |
| Do., 16. Juni 2016 um 18:00 Uhr in Décines-Charpieu (Lyon) |   |             |           |
| Ukraine                                                    | – | Nordirland  | 0:2 (0:0) |
| Di., 21. Juni 2016 um 18:00 Uhr in Paris                   |   |             |           |
| Nordirland                                                 | – | Deutschland | 0:1 (0:1) |

### K.-o.-Runde
|                                                         |   |            |           |
| Achtelfinale am Sa. 25. Juni 2016 um 18:00 Uhr in Paris |   |            |           |
| Wales                                                   | – | Nordirland | 1:0 (0:0) |